# Vertelețke, Șîșakî
Vertelețke (în ucraineană Вертелецьке) este un sat în comuna Voskobiinîkî din raionul Șîșakî, regiunea Poltava, Ucraina.

## Demografie
Componența lingvistică a localității Vertelețke
     Ucraineană (96,24%)
     Rusă (3,76%)
Conform recensământului din 2001, majoritatea populației localității Vertelețke era vorbitoare de ucraineană (96,24%), existând în minoritate și vorbitori de rusă (3,76%).